# Cyclophora orbiculoides
Cyclophora orbiculoides är en fjärilsart som beskrevs av Woodforde 1919. Cyclophora orbiculoides ingår i släktet Cyclophora och familjen mätare. Inga underarter finns listade i Catalogue of Life.